# Трипурасундарі

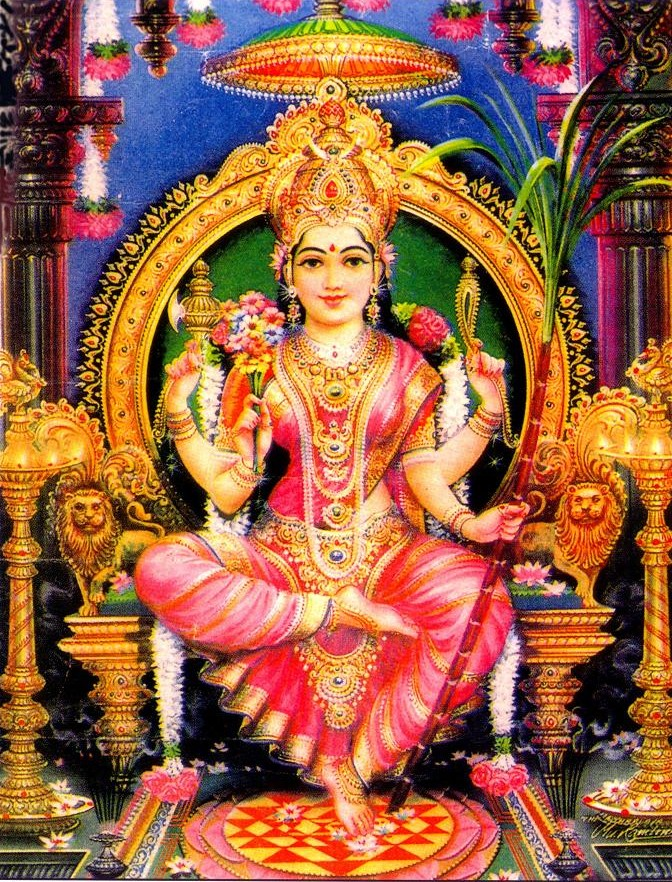
Шрі Лаліта — Трипурасундарі

 Трипурасундарі — одна з форм шакті в індуїзмі. Це Шакті — Сварупа Брагмана, саме Вона є близькому і початковою формою Брахмана. Одна із 10 форм богині (дашамахавідья). Маха-Трипурасундарі («Велика Красива (Богиня) трьох світів»), також звана Шодаші (Ṣoḍaśī) («Шістнадцятилітня»), Лаліта («Ігрива» [1]) і Раджа-раджешварі (Rājarājeśvarī) («Королева королев, Верховна правителька»).

## Сутність і прояви
Вся світобудова, всі форми, всі дії, гуни є творінням Трипурасундарі, саме за допомогою Трипурасундарі, Брахман проявляється в цьому світі. Трипурасундарі є Володаркою всіх світів, єдино, над ким вона не має влади, це всепроникаючий Брахман, тому що Вона і є сама Влада і Сила Брахмана.
Одне з найкращих імен Деві — це Трипурасундарі. Це ім'я говорить нам, що Вона є найпрекраснішою у всіх трьох світах. Є багато інтерпретацій слова «трипура». Каліка — пурана розповідає, що відповідно до бажання творіння і прояви тіло Шиви стало «потрійним», верхня частина стала Брахмою, середня частина стала Вішну, а нижня Рудрой. Оскільки ці три частини (пура) знаходяться в Шиві, його називають Трипура, а його дружину Трипура. В Камакья-Віласа великий мудрець Абхіюкта згадує, що Деві створила всі три форми, Вона знаходиться у всьому і у формі трьох світів, і існує після руйнування цих світів, а після їх руйнування відновлює їх знову. У Брахманда пурані, згадано, що Деві Трипурасундарі керує всесвітом, Вона — Вища Цариця, і Брахма, Вішну та Шива — виконуючі Її дії в Її царстві. По суті, Трипурасундарі є проявленим Брахманом, саме по її милості ми здатні пізнати Брахман, бо вони суть єдине ціле.
У всесвіті можуть існувати мільйони Брахм, Вішну і Рудру, мільйони девів і шакті, але лише Трипура-Сундарі є Єдиною, всі інші — це Її діти. Вона любить своїх дітей, саме вона відкриває через Веди знання про Брахмана. Вічно сп'янівши єдністю з Брахманом, Вона є суть дій Бога.
Лаліта-Сахасранама показує її у присутності Лакшмі і Сарасваті, супроводжуючих Її з боків. В Саундарья — лахарі, згадується, що Брахма, Вішну і Шива почали їх космічне творіння, коли Вища Шакті на частки секунди з'єднала свої брови. Молитва Деві складається з трьох складів, і її 15-літерна молитва складена з трьох піків (наголосів). Вона присутня в трьох наді (сушумна, пінгала та Іда), Вона правитель трьох шакті — іччха, джняна і крия (намір, знання і дія).
Вона проникає у всі три світу — небеса, землю і пекло. Вона керуючий всіх трьох тіл — стхула, сукшма та карана(груба, тонка та причинна). Вона присутня в трьох станах — джаграт, свапна та сушупті (неспання, сон зі сновидіннями і глибокий сон).
Хоча Вона і первісніша з гун, Вона проникає у всі три гуни — саттва, раджас і тамас.
Любов і радість — природні якості краси. Чхандогья — упанішада говорить, що туга і бажання — джерело болю, в тому, що звичайно і не містить щастя. Один Бог може виробляти щастя, коли щастя приймає форму. Ця форма — Сундарі сарванга Сундарі, хто має всю повноту краси, щастя і досконалості, саме Трипурасундарі є Джерелом. Божественна мати Трипурасундарі допомагає нам у нашому пошуку і веде нас в кожній дії, за її милості джива досягає звільнення, саме по милості Трипурасундарі завіса Майї, яку плете Трипурасундарі, видаляється.
Дорога, Трипура є кінцевою, початкова Шакті, світло прояви. Вона, купа букв алфавіту, народила трьох світах. При розчиненні, вона є обителлю всіх таттв, залишаючись Себе — Vamakeshvaratantra.
Що таке Шрі Видья і яке відношення це має відношення до богині Лаліта та її янтри, на Шрі Янтра? Видья означає знання, спеціально жіноче знання, або богиню, і в цьому контексті ставиться до її аспекту під назвою Шрі Лаліта або Трипурасундарі, чарівна схема якого зветься Шрі Янтра. Вона являє собою червона квітку, так що її схема квітка теж.
Тантрична традиція розглядає його символи як мають валовий аспект, тонкий аспект, і вищий аспект. З точки зору Лаліта, груба форма є образ богині з чотирма руками і так далі, тонка форма є як янтри, і вища форма її мантра, всі три з яких богиня в різних аспектах. За іноді барвистою символізму глибока мудрість у поєднанні з практичним способів реалізації себе.

## Поклоніння
Лаліта любить пуджу. Цей термін зазвичай перекладається як поклоніння. Тим не менш, це вводить в оману, так як він вводить подвійність в процес, спрямований на принести практикуючому (садхака або sadhvika) до недвойственной положенні. Там можуть бути різні пуджи в тому числі щоденних обрядів, які виконуються на чотирьох сутінках, обряди зробив для конкретних об'єктів, додаткові обрядів, проведених на фестивальних днів, або на інше сприятливі дні, такі як місячні затемнення або входу сонця в зоряного сузір'я, обряди в зборах або групами і обрядів, здійснених з партнером. Subhagodaya, на цьому сайті, є перекладом, який дає повну пуджу Трипурасундарі або Лаліта.
Лаліта означає, що вона Хто грає. Все творіння, прояв і розчинення вважається гра Деві або богиня. Mahatripurasundari її звуть як трансцендентної красою трьох міст, опис богині як завойовника трьох містах демонів, або як потрійний міста (Трипура), але насправді метафора людської істоти.
Що ж тоді є янтра? Слово зазвичай перекладається як машина, але в спеціальному сенсі тантрік традиції відноситься до Деві в її лінійної або геометричної форми. Янтри, до речі, завжди використовуються плоскі. Вони можуть бути двовимірним або тривимірним. Кожен аспект Деві має свою власну мантру і Янтра. Янтра Деві Лаліта є Шрі Янтра. Божественність янтри завжди знаходиться в центрі або вершини.
Різні частини або пелюстки і лінії янтри зазвичай розташовані концентричними колами (мандали) і містять променів або субкінцівки деви. Шрі Янтра має дев'ять з цих мандал, кожен наповнений різними аспектами Деві. У Шрі Янтра є 111 аспекти. Шрі Янтра називається геометрична форма людського тіла, що припускає, що богиня, як Макрокосмом є одним з людини як мікрокосму.
Лаліта, як початкової Деві, промені з її служителів і Шакті як модифікації Місяця, Сонця і вогню. У цьому Шиви немає місця, немає якості, не маючи можливості діяти. Тільки тоді, коли з'єднується з Деві може «він» акт.
Це засновано на тонкому і практична ідея Шиви як чистої свідомості, свідка потрійний прояв його Шакті. Це Шакті, сама суть трьох гун Sattvas, раджаса і тамаса, є причиною всіх проявів у всесвіті і як людину. Три Шакті, шляхом змішування і повторне змішування, створили все.
Шакті в три рази, як сонця, місяця і вогню — тобто усіх зіркових сузір'їв і планет, і, отже, самого Часу. Вона в три рази як воля (іччха), Знання (Джнана) і дій (крия). Вона складається з трьох частин, як інтелект, почуття, фізичне відчуття.
Шакті в три рази, як пробудження мрії — глибокий сон. Те, що називається Четвертий є свідком, Шива, який, як кажуть пронизують весь космос так само, як тепло проникає червоний гарячу праску.
Фізичне тіло, згідно заповітам Аюрведи, в три рази, як « соків» Вата, Пітта і капха (слешма). Різна комбінації цих трьох шакті складають фізичне тіло.
Шакті також у п'ять разів, як ефірного, повітря, вогню, води і землі. Поєднання п'яти елементів і трьох гун виробляти вічності Лаліта автора (нітйас) — 15 в кількості, кожен з яких визначається з місячним день світлої половини. Місяць, що символізує Шакті, є дзеркальним або віддзеркалення, є в сукупності все творіння.
Уважне вивчення деталей, що відносяться до дев'яти мандал Шрі Янтра показує, що шакті всьому колу представляють людська істота, яка, в потенціалі, є Шакті — Шива об'єднаних. Мета полягає в тому, щоб людина зрозуміла, що всі повноваження, енергії і проявом є шакті свідомості, чиста свідомість.
Янтра може бути розглянутий у двох напрямках, або як прояв або розчинення. Технічне обслуговування є проміжним станом між двома полярностями. Коли вона шанується як творцем замовлення від центру до периметру. Як розчинення, пуджа від периметра до центру.
У Subhagodaya Шивананда Йоги дається щоденний ритуал або пуджу Лаліта в Шрі Янтра — на основі Vamakeshvara Тантри. Цей обряд заснована на недвойственності, в духовному сенсі реалізації власного єдності макрокосму і мікрокосму.
Як пуджа призначений, щоб вигнати усі думки про різницю, деви вперше відчув або візуалізовані в серці, а потім витягується через дихання і встановлено в янтри. Вона потім поклонялися як насправді живуть там. Але чіткий зв'язок була зроблена між суб'єктом і об'єктом. Істинний будинок Деві є як космотворцем в центрі тіла, яке є деви в людській формі.

## Бала-Сундарі— Бхайраві
Хоча Трипурасундарі, як мати всесвіту (Джагадамба) є аспект найчастіше зустрічаються в роботах Шрі Відья, вона також поклоняються як Бала (молода дівчина), і, як Бхайраві (стара).
Як Бала, вона незаймана, дуже грайлива і дорога. Бала має свій власний янтри і мантри. її відья є «Айм Клім Саух».
Бхайраві також аспект Лаліта, але представляє Шакті в яких менструації зникли, і має деякі приналежності з Калі.
Трипура означає Богиню, в якій укладені всі три аспекти: Калі, Сарасваті і Лакшмі, або Калі, Лаліта і Тара.
Також Її називають Шодаші — «шістнадцятирічна». Одна з версій, що описують значення імені Шодаші, говорить про те, що це пов'язано з місячними фазами — тітхі, п'ятнадцять з яких складають світлу половину місячного місяця, а інші п'ятнадцять — темну. А Шодаші, як шістнадцятирічна, перевершує всі фази, або ритми часу. Так само вона — додатковий елемент, який дає тітхі поштовх до зростання і зменшенням, реальність, що лежить в основі космічних ритмів і керуюча космосом.
Сонце і Місяць стають символами чоловічого і жіночого начала, також як Шива і Шакті. У тантрах Місяць часто приймається як символ Деві. Повна — світла Місяць — це саттвічні (милостиві) форми Матері, що йде Місяць перед молодиком і саме молодик, коли кругом пітьма, — це форми Богині, що вселяють страх, співвідносні з тамасом. Коли Місяць сповнена, — Вона — Деві Трипура. Трипура — ім'я Богині, буквально означає «три міста; потрійна». «Три міста — характеру», три «жіночих» стану: природа як діва — Бала, як родюча жінка — Трипура і жінка після зупинки менструації — Трипура Бхайраві. Зв'язок між Калі і Сундарі Упасанамі (Поклонінням ТрипураСундарі) дуже близька. І проявляється вона навіть в темну і світлу половини місячного циклу. Калі в більшій мірі проявлена в період молодика (Амавасйа), Сундарі (або Шодаші) — у світлу половину місяця — Повний місяць (Пурніма). Калі пов'язана з тітхі (місячними добами) спадної місяця, в той час як Богиня Шодаші — Уособлення місячних циклів — пов'язана з циклами зростаючого Місяця. Богиня Шодаші і повний місяць уособлюють повноту знання. У той час як Калі і молодик уособлюють Знання, що перевершують навіть повноту знання. Так Калі і Шодаші доповнюють один одного. Висхідна місяць і спадна — порівнянні також зі шляхами ніврітті (шляху повернення до розуміння Первинної стану, згортання матерії і всіх її складових елементів в точку) і праврітті (шляхи маніфестації, розширення, мнимого розділення з Джерелом, появи матерії). Богиня Трипурасундарі уособлює Правріттімарга, тоді як Шрі Каліка — шлях ніврітті.

## Шанування Трипура Сундарі
Вона є Верховне Божество з тантричній лінії Шрікула. Основні тантри Шрі-відьї — «Вамака-ішварі-мата» (Вамакешвара Тантра), «Камікалавіласа-тантра» та «Трипура-рахасья». Вона є найпривабливіша «Тантрична Парваті» або «Мокша Мукута» для тантра садхака. Її день народження — Мата Трипура Сундарі Джаянті святкується в день пурніма (повня) маргашірша місяця згідно з місячним календарем. У 2014 році він відзначатиметься 5-6 грудня.
Богиня Трипура Сундарі особливо шанується в тантричній лінії Шрі Відья. У Традиції натхів під час однієї з ініціацій, яка називається упадеші — дікша, Гуру передає учневі мантри і форми Упасана Богині Баласундарі. Бала означає «вічно юна» — це Богиня у віці 8 років.
Є багато прайог (ритуалів), пов'язані з Шрі Янтрою. Деякі ритуали залежать від сприятливих часів, таких як дні повного місяця чи ночі в конкретних сонячних місяців.
Ми бачимо в Шрівідьї комбінацію елементів, поглядів і практик, які об'єднуються разом і демонструють набір загальних рис, що визначають категорію «шактиський тантризм». Наявність тільки однієї з притаманних Шрівідьї рис, ізольованій від інших, не буде показувати, без сумніву, що автор обізнаний про її систематичну присутність в тантрах на санскриті. Однак, якщо деякі особливі елементи Шрівідьї в наявності, як це має місце в Тірумантірамі, будь-хто може уявити неспростовні докази присутності її культу, незважаючи на відсутність більш широкого інтелектуального чи ритуального контексту. В Тірумантірамі саме наявність особливої мантри Шрівідьї, Шрівідья-мантри і, що є ще більшою особливістю, її спосіб викладу, наводить на думку, що автор мав більш ніж поверхове ознайомлення з її вченнями.
В центрі вчення Шрівідьї знаходиться богиня Лаліта Трипурасундарі, якій поклоняються в образі її мурті, також в образі Шривідья-мантри і дивовижною на вигляд янтри, відомої як шрі-чакра або шрі-янтра. Хоча божество, яке має антропоморфний, фізичний вигляд, повсюдно зване Лаліта або Трипура може мати другорядне значення до більш розвинених форм культового поклоніння, воно значимо для самовизначення Шривідьї. З'єднання богині з міфології з Шрівідья-мантрою і шрі-чакрою являють собою найважливішу теологічну тріаду, що позначає Шрівідью. Як і передбачає її ім'я «Три міста», культ Трипура Сундарі висуває троїсту концепцію божественності і всесвіту. В рамках канону санскритських тантр культ Трипури, який деякі адепти називають Саубхагья сампрадая, або «ланцюгом процвітання», найбільшою мірою споріднений традиції каула кашмірського шиваїзму. Фактично, цілий масив теорій і термінів, що належить кашмірському шиваїзму, був запозичений і пристосований під потреби Шрівідьї. Наприклад, вчення про потрійну природу мантр сприйнято з невеликою зміною, а саме те, що мантри розглядаються як вищий і найдієвіший засіб, що є рисою, що дозволяє відрізняти шактів і шайвів і Шривідью від інших традицій.
Як показав Мадхукханна, найраніші тексти Шривідьї на санскриті, ймовірно, мають кашмірське походження і розділяють загальну інтелектуальну ідіому. Ці тексти, коментатори і ідеї не з'являються в письмовій формі, принаймні, аж до дев'ятого століття. Ми припускаємо, що структура світогляду Шрівідьї встановилася, бути може, за два століття до того, як воно знайшло своє оформлення в санскритських текстах.
Буквально означаючи «блага (шрі) мудрість (відья)» або «мудрість [богині] Шрі», Шрівідья охоплює пантеон індуїстських богинь, які виступають як аспекти великої богині (Махадеві). Безсумнівно, предметом культу є Шрі — милостива (Саум) дружина Шиви. Хоча Шрі Шрівідьї нагадує дружину Вішну і навіть приймає одну з її ролей як Шрі бога Вішну, вона є богинею, чий образ закорінений в шиваїстській традиції. Потім, Шрі символізує особливу природу і функції Лаліти. Те, що вона втілюється в образі благості (шрі), говорить про те, що вона є за природою своєю прихильним божеством, чия могутність пов'язано одночасно з самоконтролем і здатністю контролювати інших.
Як вище божество в образі Шакті (Парашакті) вона — незалежна велика богиня і проте вона приймає пов'язану з наділенням енергією і іноді підлеглу роль дружини Шиви. Напівнезалежний характер положення богині і здатність підтримувати всі інші божества, включаючи Шиву, слід розглядати в більш широкому контексті шактизма, в рамках якого богині зберігають міцні зв'язки з чоловічими персонажами індуїстського пантеону.
Лаліта Трипурасундарі Шрівідьї, найвідоміша як Деві, величається в «Тисячі іменах Лаліти» (Лаліта-сахасранама) і також є персонажем Лалітопакхьяни, обидва тексти, що мають, імовірно, південноіндійське походження, традиційно є додатками до Брахманда-пурани. В Лалітопакхьяні міф про Лаліту ґрунтується на зразках, що нагадують міфи про Дургу та інших великих богинь. Вона покликана знищити демона Бандасуру і створити зі свого тіла зброю і військо молодших шакті, необхідних для виконання цього завдання. По завершенні випробування Лаліта знову приймає милостиві та пов'язані з наділенням енергією ролі матері і дружини.
У містичному сенсі Лаліта досягає статусу, порівнянного зі статусом Дурги і Калі; її слід боятися також, як і слід захоплюватися. Але на відміну від цих грізних аспектів богині, міць Лаліти ніколи не виходить за рамки її контролю. У підсумку Лаліта Трипурасундарі може бути визнана як велика богиня, оскільки вона відповідає нормативним очікуванням і все ж вона виділяється, маючи свою власну міфологію і риси характеру. До часу створення Лаліта-сахасранамі — безумовно не пізніше, ніж дев'яте століття — Лаліта стає самим яскраво вираженим доповненням до образів Дурги і Калі: як милостива велика богиня санскритської традиції вона потім ототожнюється з божествами, шанованими в окремих регіонах.
У той час як Лаліта-сахасранама наводить на думку, що до дев'ятого століттю богиня була добре відома певним санскритизованим колам суспільства в Південній Індії, важливість культу Лаліти / Трипури для більш широких суспільних верств ясна. Лаліта стає зразком з санскритських текстів, з яким ототожнюються місцеві милостиві богині, такі як Камакші з Каньчіпурама або Шівакамасундарі з Чидамбарама, зазвичай через асоціацію зі шрічакрою.
Поклоніння Лаліті в будь-якій формі або ситуаційному контексті це тема, якою найкраще займатися, вивчаючи тексти. Але вивчення санскритських текстів заради розуміння традиції в Південній Індії утворює тільки одну сторону картини. Бертон Штейн стверджував, що до тринадцятого століття храми, присвячені окремим пуранічним богиням, були рідкістю, хоча зображення богинь всередині храмів стали загальнопоширеними, принаймні, починаючи з восьмого століття. Таким чином, до тринадцятого століття шанування Лаліти або будь-який інший богині в храмах було обмежено центрами брахманічної культури, такими як Каньчипурам, Чидамбарам або Тіруворріюр.
Деві також проявляється як п'яти елементів ефіру, вогонь, повітря, вода і земля. У шактіс фіолетовий (повітря), білий (вода), червоний (вогонь), жовтий (земля), синій (ефір).

## Мантри
15 складова Шрі-відья мантра: «Ka E i La Hreem — Ha Sa Ka Ha La Hreem — Sa Ka La Hreem»
Відома також 16 складова Шодаші-мантра із додаванням в кінці «Шрім».
Махашодаші — мантра Камали, із 29 складів в повному варіанті і поділяється на шість кханд (частин):
1. oṁ śrīṁ hrīṁ klīṁ aiṁ sauḥ
2. oṁ hrīṁ śrīṁ
3. ka e ī la hrīṁ
4. ha sa ka ha la hrīṁ
5. sa ka la hrīṁ
6. sauḥ aiṁ klīṁ hrīṁ śrīṁ
Стандартна шодаші называется лагху (світлова), а Махашодаши (велика).
Варіації Махашодаші описані в уже згаданій Нітьотсавах, в Мантра-маходадхіх та ін. Є, наприклад, варіант Махашодаші, яка починається не з біджі ШРІМ, а з Хрім, КЛИМ, або АЇМ. Для прикладу, Махашодаші з «Сіддха-Ямалу тантри»: АУМ КЛИМ Хрім ШРІМ АЇМ САУХ КА Е І ЛА Хрім ХА СА КА ХА ЛА Хрім СА НА ЛА Хрім СТРИМ АЇМ КРОМ КРИМ ІМ ХУМ. В Кубджіка-тантре також можна зустріти махашодаші-мантру Бхуванасундарі, яка починається з Сампути Хрім ШРІМ КЛИМ АЇМ САУХ, далі Хаді-панчадаші і Сампута в зворотному порядку.
Паньчадаші-Ньяса виконується наступним чином, (далі наводиться перелік відповідності складів Паньчадаші — точкам концентрації в тілі): Ка — Сахасрара чакра, Е — геніталії, І — серце, Ла Хрім — два ока;
Ха — Трікута, Са — ліве вухо, Ка — праве вухо, Ха — мова.
Ла — ліва рука (долоня), Хрім — права рука (долоня);
Са — спина (в поперековій області), Ка — права нога (підошва ступні), Ла — ліва нога (підошва ступні), Хрім — пупок.

## Дихання є час
Це фундаментальний постулат Шрі Відья, і велика частина символіки на його основі. Листи санскриті говорять, являють собою втілення Лаліти як мантра є 52 в номер: 16 голосних і 36 приголосних. Вони, помножене разом, всього 576. Це число, поділене на число дев'яти врожайності 64. Шрі Янтра, як кажуть, 64000000 Йогіни в дев'яти субмандали.
Кожен мандали має одиницю часу, пов'язаний з ним. Основною одиницею є ковтком. Один надіка дорівнює 24 хвилин або 1440 секунд, і кожен вдих є одним триста шістдесяти це чи чотири секунди. Людська істота дихає 21600 раз кожні 24 годин.
Калі Юга є 432000 років 360 днів. Двапара Юги є 864000 років. Трета Юги є 1296000 років. Сатья Юга — 1728000 років. Коло зоряного зодіаку має 12 сузір'їв, кожна з яких має дев'ять частин (navamshas). Ці 108 (12 х 9) називаються чандракала.
Кожен чандракала є, саме по собі, мікросузір'я. Ступенів у зоряної чакри число становить 360. Кількість хвилин є 21600. Кон'юнкція 21600', квадрат 5400", опозиційний 10800'. Кожен вічність (Нітья) кореневого мантри має 1440 вдихів. (Див. prayoga з Bhavana Упанішад). Це означає, що Лаліта є 21600, так як вона є колективність 15 Нітья.
Чакра Лаліта є великий синтез часу, простору, і людства. Її 36 таттви є весь космос.